# Parki narodowe na Filipinach
Parki narodowe Filipin (fil. Pambansang Liwasan ng Pilipinas) – miejsca o wartości historycznej lub przyrodniczej przeznaczone do ochrony i zrównoważonego wykorzystania utworzone przez Departament Środowiska i Zasobów Naturalnych w ramach zintegrowanej narodowej ustawy o systemie obszarów chronionych z 1992 roku. W 2012 roku było na Filipinach 240 obszarów chronionych, z których 35 zostało zakwalifikowanych jako parki narodowe.
Największym parkiem narodowym Filipin jest Park Narodowy Mounts Iglit-Baco o powierzchni 75 455 ha, natomiast najmniejszym jest Park Narodowy MacArthur Landing, którego powierzchnia wynosi zaledwie 6,78 ha. Dla porównania parkiem narodowym w Polsce może zostać obszar chroniony o powierzchni nie mniejszej niż 1000 ha.

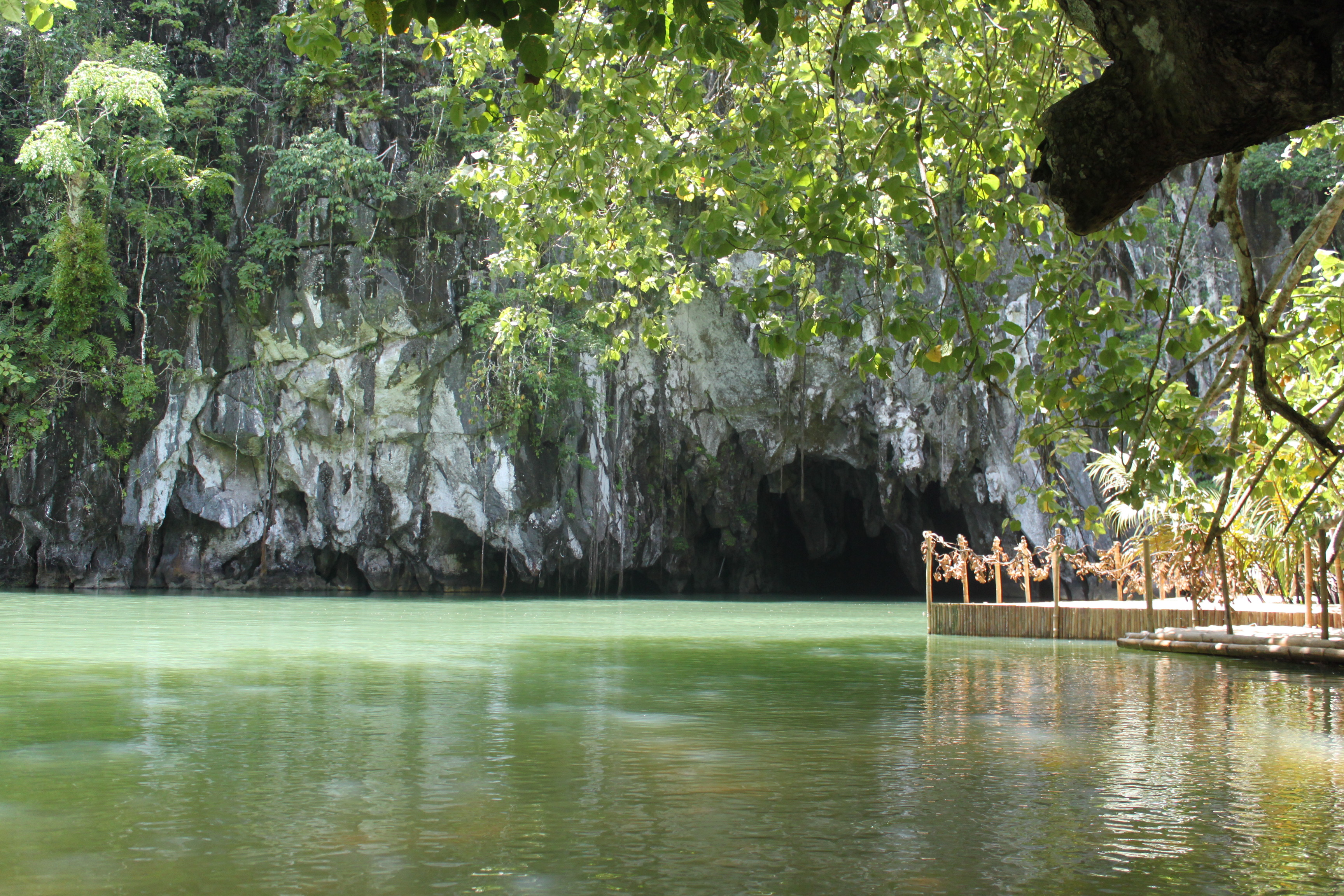
Park Narodowy Rzeki Podziemnej Puerto Princesa

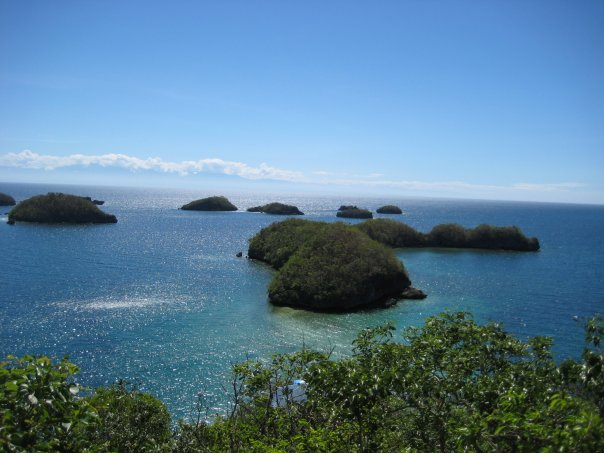
Park Narodowy Hundred Islands

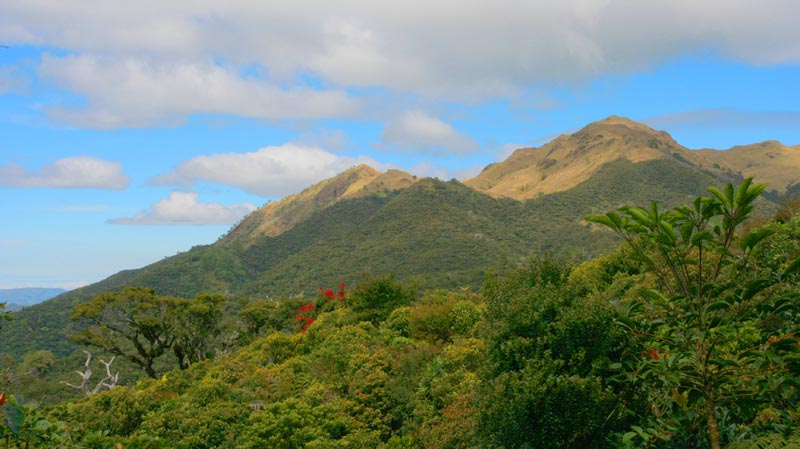
Park Narodowy Mount Pulag

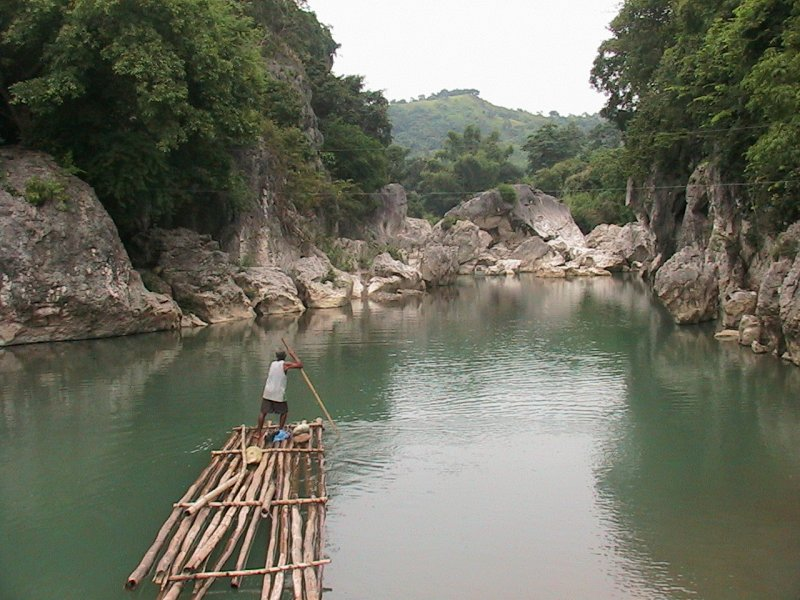
Park Narodowy Biak-na-Bato

Park Narodowy Caramoan

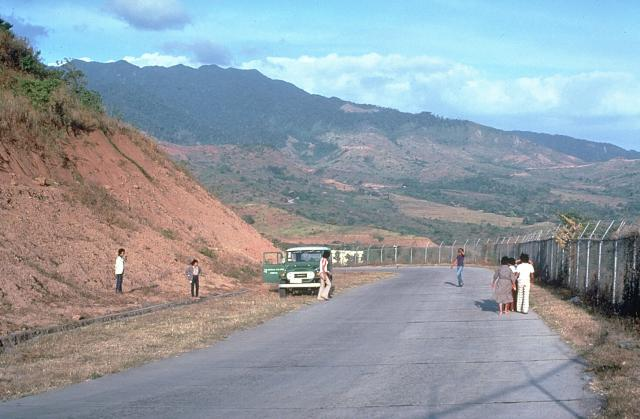
Mount Natib w Parku Narodowym Bataan

     Miejsce światowego dziedzictwa UNESCO lub część miejsca światowego dziedzictwa UNESCO
| Nazwa                                              | Prowincja                 | Powierzchnia (ha) | Data założenia |
| -------------------------------------------------- | ------------------------- | ----------------- | -------------- |
| Park Narodowy Aurora Memorial                      | Aurora, Nueva Ecija       | 5676              | 1937           |
| Park Narodowy Balbalasang-Balbalan                 | Kalinga                   | 1338              | 1972           |
| Park Narodowy Bangan Hill                          | Nueva Vizcaya             | 13,90             | 1995           |
| Park Narodowy Bataan                               | Bataan                    | 23688             | 1945           |
| Park Narodowy Biak-na-Bato                         | Bulacan                   | 2117              | 1937           |
| Park Narodowy Bulabog Putian                       | Iloilo                    | 854,33            | 1961           |
| Park Narodowy Caramoan                             | Camarines Sur             | 347               | 1938           |
| Park Narodowy Cassamata                            | Abra                      | 57                | 1974           |
| Park Narodowy Fuyot Springs                        | Isabela                   | 819               | 1938           |
| Park Narodowy Guadalupe Mabugnao Mainit Hot Spring | Cebu                      | 57,50             | 1972           |
| Park Narodowy Hundred Islands                      | Pangasinan                | 1676,30           | 1940           |
| Park Narodowy Kuapnit Balinsasayao                 | Leyte                     | 364               | 1937           |
| Park Narodowy Lake Butig                           | Lanao del Sur             | 68                | 1965           |
| Park Narodowy Lake Dapao                           | Lanao del Sur             | 1500              | 1965           |
| Park Narodowy Libmanan Caves                       | Camarines Sur             | 19,40             | 1934           |
| Park Narodowy Luneta                               | Metro Manila              | 16,24             | 1955           |
| Park Narodowy MacArthur Landing                    | Leyte                     | 6,78              | 1977           |
| Park Narodowy Mado Hot Spring                      | Cotabato                  | 48                | 1939           |
| Park Narodowy Minalungao                           | Nueva Ecija               | 2018              | 1967           |
| Park Narodowy Mount Arayat                         | Pampanga                  | 3715,23           | 1933           |
| Park Narodowy Mount Dajo                           | Sulu                      | 213,35            | 1938           |
| Park Narodowy Mount Data                           | Cordillera                | 5512              | 1936           |
| Park Narodowy Mounts Iglit-Baco                    | Mindoro Occidental        | 75455             | 1969           |
| Park Narodowy Mount Pulag                          | Cordillera, Nueva Vizcaya | 11550             | 1987           |
| Park Narodowy Naujan Lake                          | Mindoro Oriental          | 21655             | 1956           |
| Park Narodowy Northern Luzon Heroes Hill           | Ilocos Sur                | 1316              | 1963           |
| Park Narodowy Olongapo Naval Base Perimeter        | Zambales                  | 9,04              | 1968           |
| Park Narodowy Pagsanjan Gorge                      | Laguna                    | 152,64            | 1939           |
| Park Narodowy Pantuwaraya Lake                     | Lanao del Sur             | 20                | 1965           |
| Park Narodowy Paoay Lake                           | Ilocos Norte              | 340               | 1969           |
| Park Narodowy Quezon Memorial                      | Region Stołeczny          | 22,70             | 1975           |
| Park Narodowy Rungkunan                            | Lanao del Sur             | 947               | 1965           |
| Park Narodowy Rzeki Podziemnej Puerto Princesa     | Palawan                   | 22202             | 1999           |
| Park Narodowy Sacred Mountain                      | Lanao del Sur             | 94                | 1965           |
| Park Narodowy Salikata                             | Lanao del Sur             | 1055              | 1965           |